# Osadníků (Plzeň)
Osadníků je ulice v plzeňské části Hradiště, v městském obvodu Plzeň 2-Slovany. Spojuje ulici Na Rychtě s ulicí Pod Hradem. Nachází se mezi ulicemi U Hamru a K Řečišti. Ulice se kříží s ulicí Strážní. Veřejná autobusová doprava ulicí neprochází, zastávka Hradiště je situována do ulice Na Rychtě, od níž všechny autobusy míří na Slovany. Na křižovatce s ulicí Na Rychtě stojí kaple.